# Алеј
Алеј (арап. عاليه) је град Либану у гувернорату Џабал Либан. Према процени из 2005. у граду је живело 27 233 становника.